# テオドール・ホルシェルト
テオドール・ホルシェルト（Theodor Horschelt、1829年3月16日 - 1871年4月3日）はドイツの画家である。19世紀半ばのロシア帝国とコーカサスのチェチェン人らとの間のコーカサス戦争にロシア軍と同行し戦争のシーンなどを描いた。

## 略歴
ミュンヘンで有名なバレーダンサー、バレー教師、フリードリヒ・ホルシェルト(Friedrich Horschelt: 1793-1876)の息子に生まれた。父親と同名の兄、フリードリヒ・ホルシェルト(Friedrich Horschelt: 1824-1881)も肖像画家として知られている。
1846年にミュンヘン美術院に入学し、歴史画家のヨーゼフ・アントン・ロムベルク(Joseph Anton Rhomberg: 1786-1853)に学ぶが、後にヘルマン・アンシュッツ(1802-1880)に指導を受け、戦争画を描いたアルブレヒト・アダム(1786-1862)やフランツ・アダム(1815-1886)の工房でも学び、風景画家のユリウス・ランゲ(Julius Lange: 1817-1878)にも学んだ。その後、戦争画を描くことに決めて、シュトゥットガルトの王立厩舎で馬の動きをスケッチして修行した。
1853年に作家のハックレンダー(Friedrich Wilhelm Hackländer)とパリを訪れ、ハックレンダーと建築家のラインス(Christian Friedrich von Leins)とスペインを旅した。スペインでは大半を馬で周遊した。北アフリカに渡った後、同行者と別れホルシェルトは一人でアルジェに旅した。
1854年にミュンヘンに戻り、この旅の成果を作品にして展示し、ヴュルテンベルク王、ヴィルヘルム1世の支援を受けることになった。1858年にコーカサスに旅し、ロシア軍のレズギ人に対する遠征に参加し、翌年はチェチェンへの遠征と抵抗戦争の指導者、シャミールの拠点への攻撃に同行し、何度か攻撃も受け、ロシアから勲章を受勲した。
1860年にはプロイセン王国の王族、アルブレヒト・フォン・プロイセンの側近として、カスピ海とアルメニアの海岸を旅し、モスクワとサンクトペテルブルクを訪れた後、ミュンヘンに戻った。
ミュンヘンに戻った後、コーカサス戦争の場面を描いた戦争画を描き、高い評価をえた。再度コーカサスへの旅を計画していたが普仏戦争で実現せず、1871年にジフテリアに罹り亡くなった。42歳であった。

## 作品

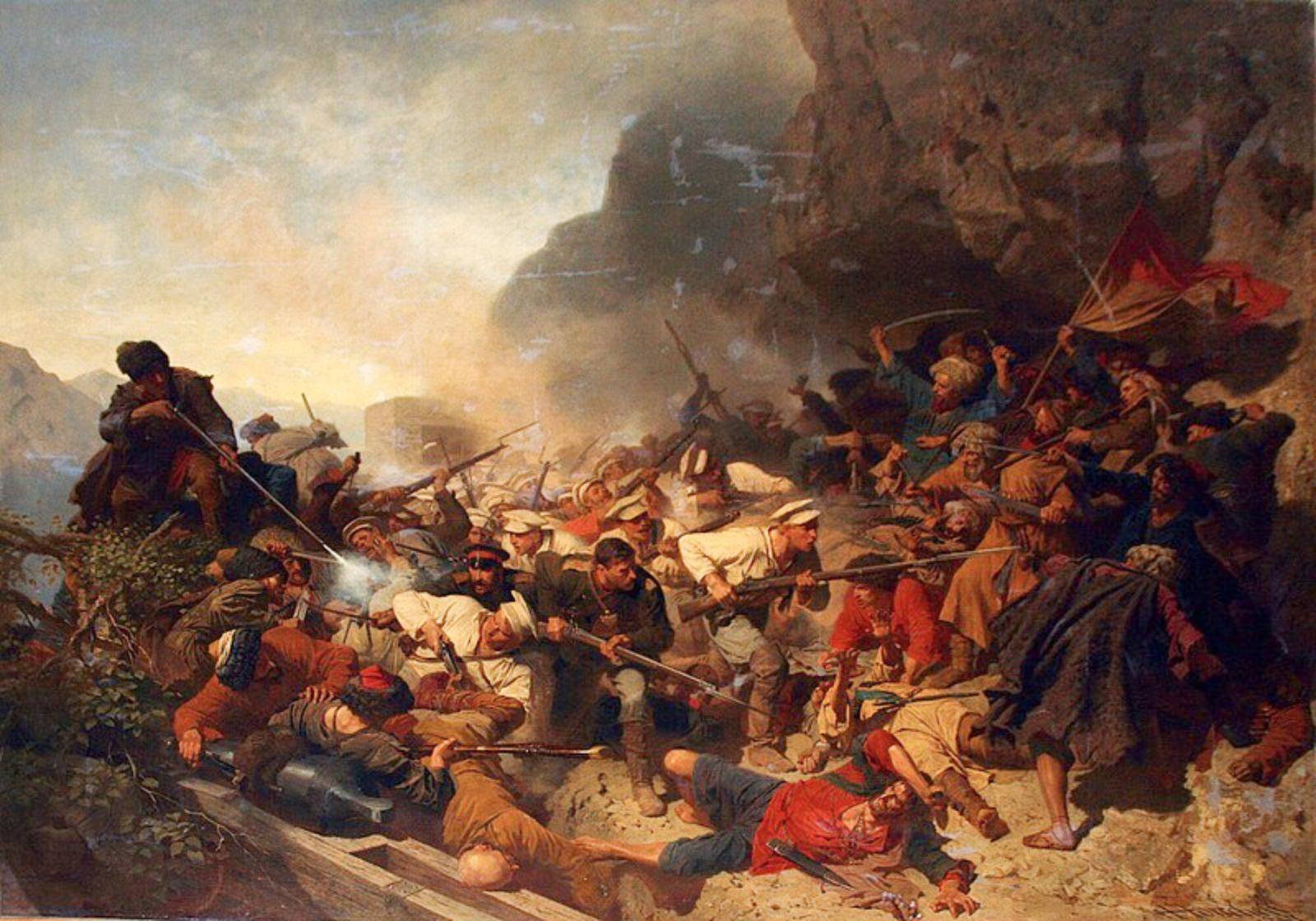
グニブの要塞への攻撃 (1867)
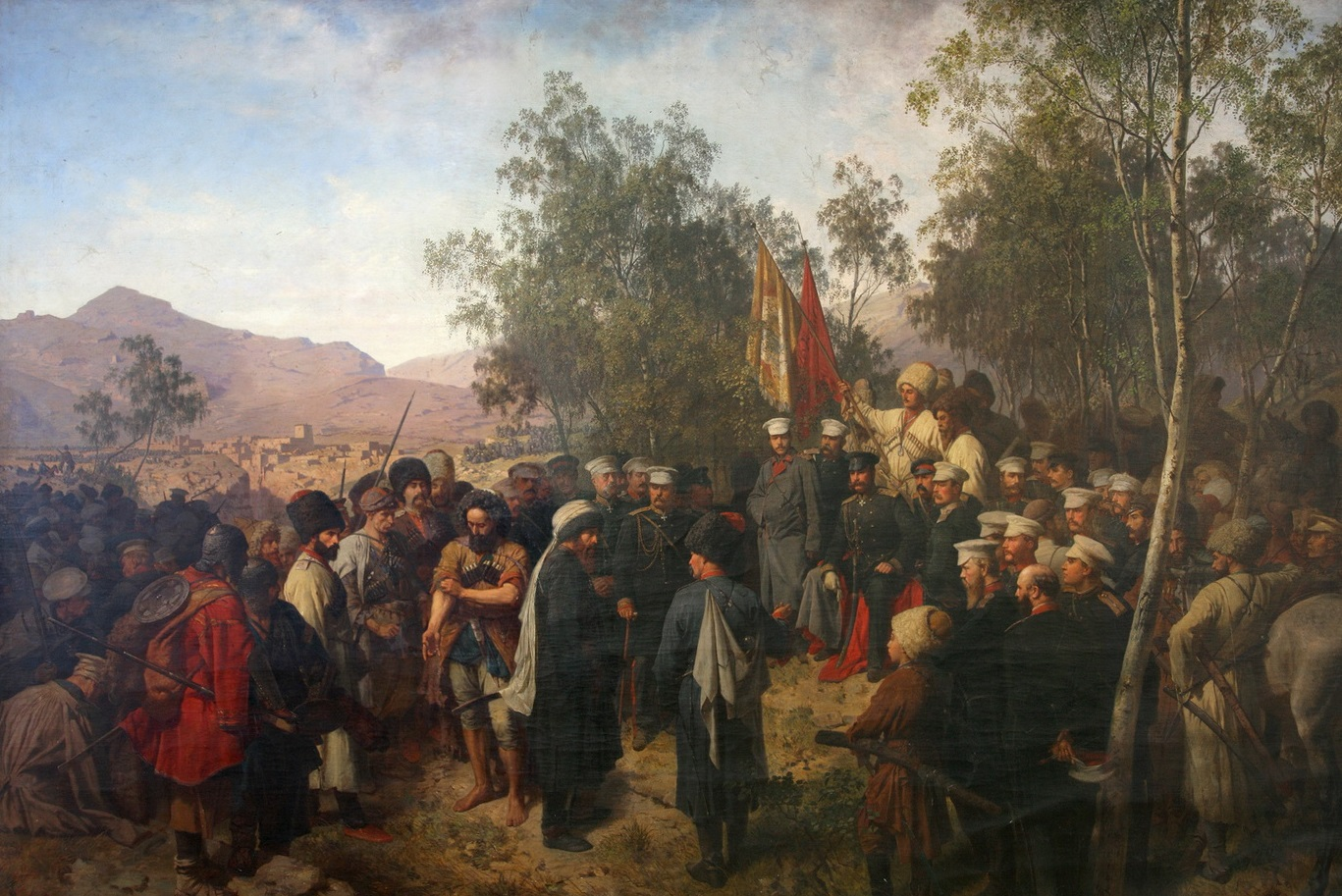
シャミールの降伏 (1863)
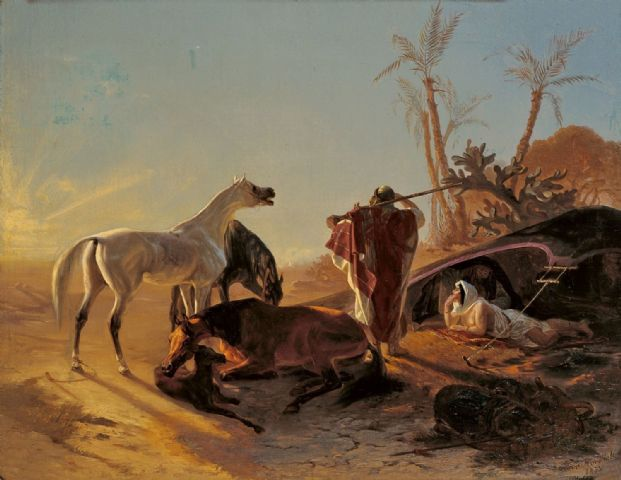
アラビアの馬と休息するベドウィン人夫婦(1853)

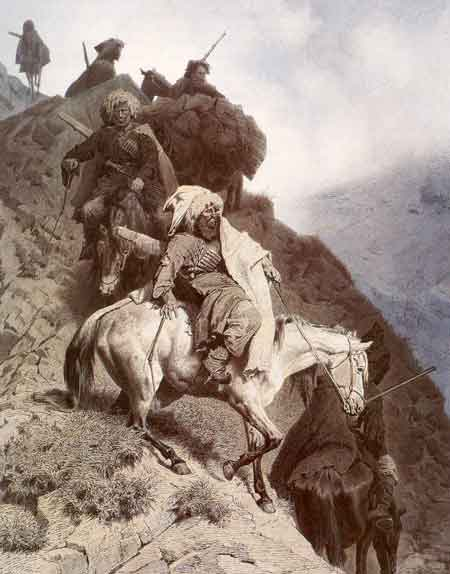
チェルケス人
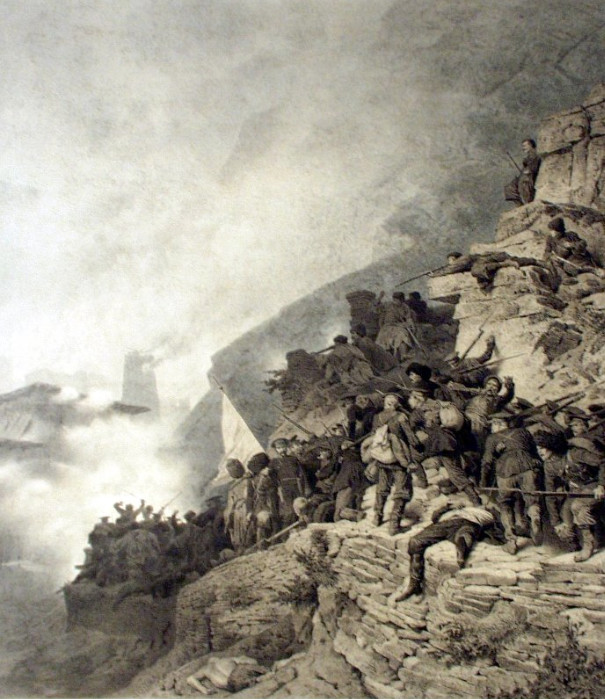
キトゥリ村の占領(1862)
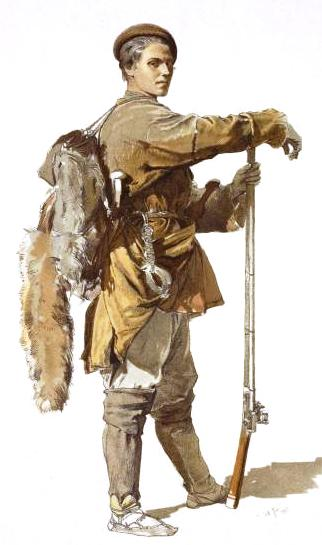
グルジアの警察官
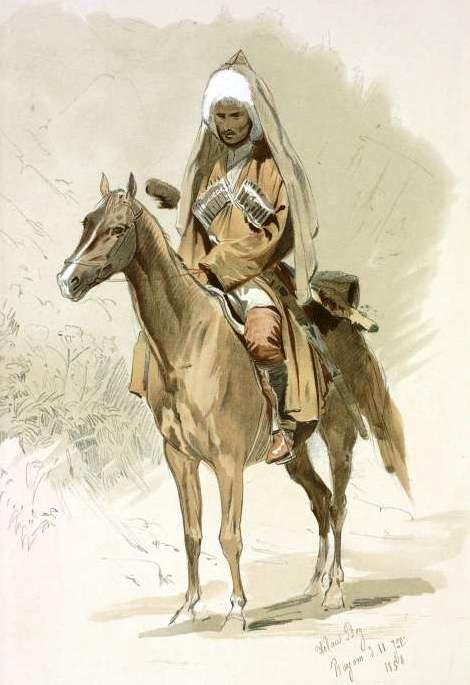
コサック兵

## 関連文献
- Hyacinth Holland: Theodor Horschelt. (Munich 1871).
- Martin Kremp: Ein Maler des Muriden-Krieges und des Imam Schamil: Theodor Horschelt im Kaukasus: Literatur, Vita, Oeuvre. Frankfurt/Main 2000.